# زامیاد
زامیاد (فارسی میانه: zāmyād؛ اوستا: zam؛) یا زَم مینوی زمین و سپندارمذ الههٔ آن است (وندیداد ۲، بندهای ۱۰ و ۱۸). زامیاد ایزد زمین است که گاهی در متون، او را همان سپندارمذ، امشاسپند موکل بر زمین می‌دانند. می‌گویند اشتاد و زامیاد بر سر پل چینود روان درگذشتگان را به ترازو می‌گذارند. او از ایزدان همکار امرداد امشاسپند است. گل «بانو اسپرغم» (ریحان) به این مینو تعلق دارد. یشت نوزدهم به این ایزد اختصاص دارد.
منبع اصلی اطلاعات در مورد تصورات زرتشتیان از ایزد زمین در بندهشن است، گزارشی از کیهان شناسی  این دین که در حدود قرن دوازدهم میلادی تکمیل شد. بر اساس آن متن زمین سومین آفریده  بود، پس از آسمان و آب و قبل از گیاهان و آتش آفریده شد. آفرینش زمین در سه مرحله شرح داده شده است: سطح زمین در ابتدا قرصی گرد و مسطح بود که در مرکز آبهایی که نیمه زیرین «آسمان» را پر می کرد، شناور بود. سپس از سطح آن کوهها رشد کردند که بلندترین آنها هره برزیتی (کوه البرز) است که دامنه های دور آن زمین را احاطه کرده بود و در آن سوی رودخانه اردوي سور اناهيتا  قرار داشت. سرانجام، در زمان آفرینش چهارم (گیاهان)، درخت زندگی یا گائوکرنا رشد کرد و نمونه نخست همه گیاهان بود این درخت در اوستا در یشت ۱۲.۱۷ به عنوان درخت همه درمان ها اشاره شده است  زیرا دانه های همه گیاهان شفابخش را در خود دارد. پنجمین آفرینش گاو ایوداد است که از بذر، مغز، اندام‌ها و روح آن، زمین پر از حیات حیوانی و اجداد نسل بشر است.  در گاه‌شماری زرتشتی که هر روز نامی بر خود دارد، روز بیست و هشتم هر ماه به نام زامیاد است. زامیاد در لغت از دو بخش «زام» و «یاد» ساخته شده‌است. «زام» هم به معنای زمین و هم به معنی فرشتهٔ زمین آمده‌است. پسوند «یاد» که در اوستایی و فارسی‌باستان به ریخت «داتَ» آمده به معنی داده یا آفریده‌است. زامیاد همچنین گفته‌اند نام فرشته موکل بر حوران بهشتی است.